# Resolució 602 del Consell de Seguretat de les Nacions Unides
La Resolució 602 del Consell de Seguretat de les Nacions Unides, aprovada per unanimitat el 25 de novembre de 1987 després d'escoltar la representació de la República Popular d'Angola, el Consell va recordar les resolucions 387 (1976), 428 (1978), 447 (1979), 454 (1979), 475 (1980), 545 (1983), 546 (1984), 567 (1985), 571 (1985), 574 (1985) i 577 (1985) i expressà la seva preocupació pels continus atacs de Sud-àfrica a través de l'ocupada Àfrica del Sud-Oest.
El Consell va exigir Sud-àfrica respectar la integritat territorial d'Angola, prenent nota de l'"entrada il·legal del cap del règim racista de Sud-àfrica i alguns ministres del seu govern" a Angola. El representant de Ghana, que va presentar la resolució, va dir que els continus atacs eren una ofensa a l'autoritat del Consell. fa una crida a una retirada completa i incondicional de les forces sud-africanes des del sud d'Angola, reclamant al Secretari General supervisar l'aplicació de l'actual resolució i d'informar abans del 10 de desembre de 1987.
La resolució va ser un rebuig directe a l'oferta de Sud-àfrica de retirar les seves tropes d'Angola si altres nacions, com Cuba, feien el mateix.